# Астероїд типу K
Спектральний клас K — це досить рідкісний клас астероїдів з помірно червонуватим спектром у короткохвильовому діапазоні довжин хвиль (від 0,75 мкм) і світло-синього відтінку спектра в довгохвильовому діапазоні. Мають дуже низьке альбедо. В цілому за характеристиками схожі на хондритні метеорити.
У класифікації Толена такі астероїди відносять до класу S. Клас K був введений в 1988 році J. F. Bell для тіл, що мають невелике поглинання на довжині хвилі 1 мкм і повна відсутність поглинання на довжині 2 мкм. До цього класу астероїдів відносять астероїди:
- (181) Евхарида
- (221) Еос
- (402) Хлоя
- (417) Суевія